# Ligamentum venosum
Het ligamentum venosum is bij de mens het verschrompelde restant van de ductus venosus dat overblijft na de geboorte. De ductus venosus zorgt voor een verbinding tussen de onderste holle ader en de navelstreng van de foetus.